# Trnava (okres Zlín)
Obec Trnava se nachází v okrese Zlín ve Zlínském kraji. Žije zde přibližně 1 200 obyvatel. V obci je evidováno 450 domů.

## Poloha
Obec leží na rozhraní Hostýnských a Vizovických vrchů cca 8,5 km severně od Vizovic, v klikatém údolí, v nadmořské výšce 341 metrů. Obcí protéká potok s názvem Trnávka. Katastr obce na severu hraničí s katastry obcí Podkopná Lhota a Hošťálková, na západě s katastry obcí Kašava a Hrobice, na jihu s katastry Březová a Slušovice a na východě s katastry obcí Všemina a Liptál.
Nejznámější samoty obce: Dolina, Dvořisko, Paprádná, Skalky, Bařiny, Janůvky, u Komárů, Miluchov, Luhy, Žára atd. V obci a okolí je množství značených tras pro cykloturistiku i pěší túry v podhorském terénu. K dispozici je také množství ubytovacích míst a dva lyžařské vleky. Spojení do obce je zajištěno pravidelnou autobusovou dopravou na trase Zlín-Slušovice-Trnava-Pod. Lhota.

## Název
Místní jméno vzniklo přidáním původem hydronymické přípony -ava k základu trn a znamenalo trnité místo nebo říčku tekoucí trním. Trn je oblíbený všeslovanský topodynamický základ ve jménech starých i nových – ta však již mají jiná zakončení.

## Historie
V zakládací listině vizovického kláštera se hovoří o potoku Trnava, ves v té době ještě neexistovala. Vznikla pravděpodobně v první polovině 14. století. Poprvé se v historických pramenech Trnava objevuje v roce 1368, kdy ji Aleš z Komarova prodal Jaruškovi z Vícemilic, v roce 1384 patřila Filipovi z Vícemilic. Později tuto obec vlastnil markrabě Jošt, který ji v roce 1397 postoupil Ješkovi ze Šternberka. Za třicetileté války se v okolí Vizovic rozmohlo lupičství. Roku 1640 byl 28. března v Olomouci sťat a vpleten do kola trnavský loupežník Pavel Píšťalka.
V obecní pečeti z roku 1728 je jelen na pahorku, od roku 1991 má obec nově zpracovaný znak, na kterém je zlatý jelen stojící na stříbrném meči. Pozemková kniha obce existuje od roku 1785. V roce 1866 byla obec postižena epidemií cholery a hodně původního obyvatelstva této epidemii podlehlo. Až do roku 1906 byla obec součástí farnosti Slušovic. V letech 1905–1906 byl na náklady obce vystavěn kostel, který byl vysvěcen v roce 1911 a postavena byla i farní budova. Kostel je zasvěcen svátku Navštívení Panny Marie, a jeho věž má výšku 38 m. Škola v Trnavě existuje od počátku 19. století. Původní škola byla jednotřídní. Roku 1895 byla rozšířena na trojtřídní. Od roku 1956 a i v současnosti má nově rekonstruovaná škola devět tříd. Školní knihovnu založil učitel Kratochvíl v roce 1886.
V polovině 19. století nebyly v obci velké živnosti. Existoval zde jeden mlýn s hornospádovým pohonem. V roce 1930 jsou zde již registrovány 73 živnosti. V roce 1991 zde žilo 1144 obyvatel bydlících zhruba ve 294 domech a v obci je přibližně 100 staveb pro rekreační využití.
V letech 1961–1969 byla vesnice součástí obce Trnava-Podkopná Lhota a od 1. července 1969 je znovu obcí.

## Pamětihodnosti
- Kostel Navštívení Panny Marie – spolu s farní budovou a hřbitovem jej v letech 1904–1911 navrhl a postavil olomoucký stavitel Václav Wittner.
- Přírodní památka Jalovcová louka, která má výměru 2,5 ha. Jde o krajinářsky hodnotnou jalovcovou pastvinu, na jihovýchodní straně kopce Skalky ve výšce 476 m severozápadně od obce.

## Galerie

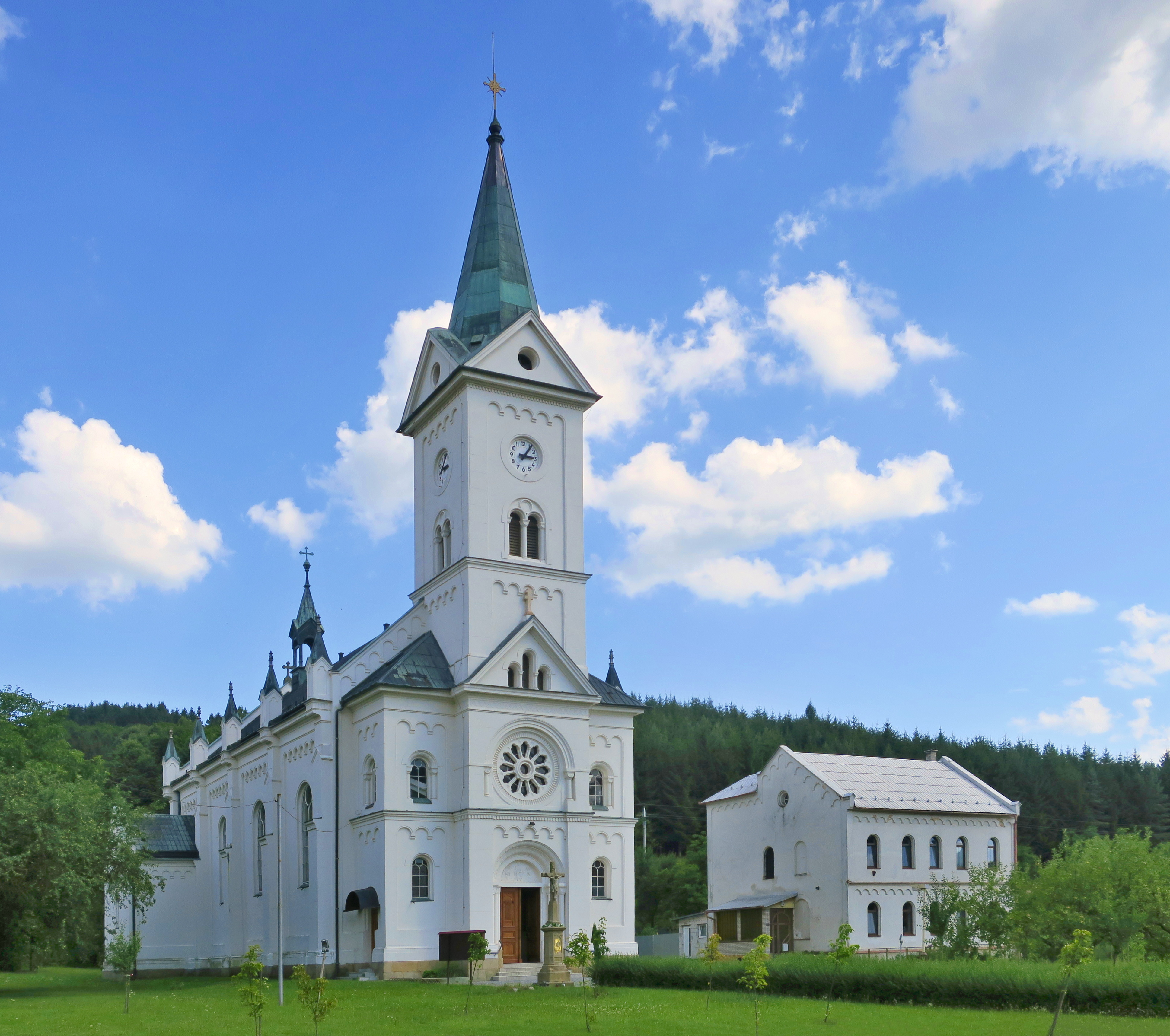
Kostel a fara
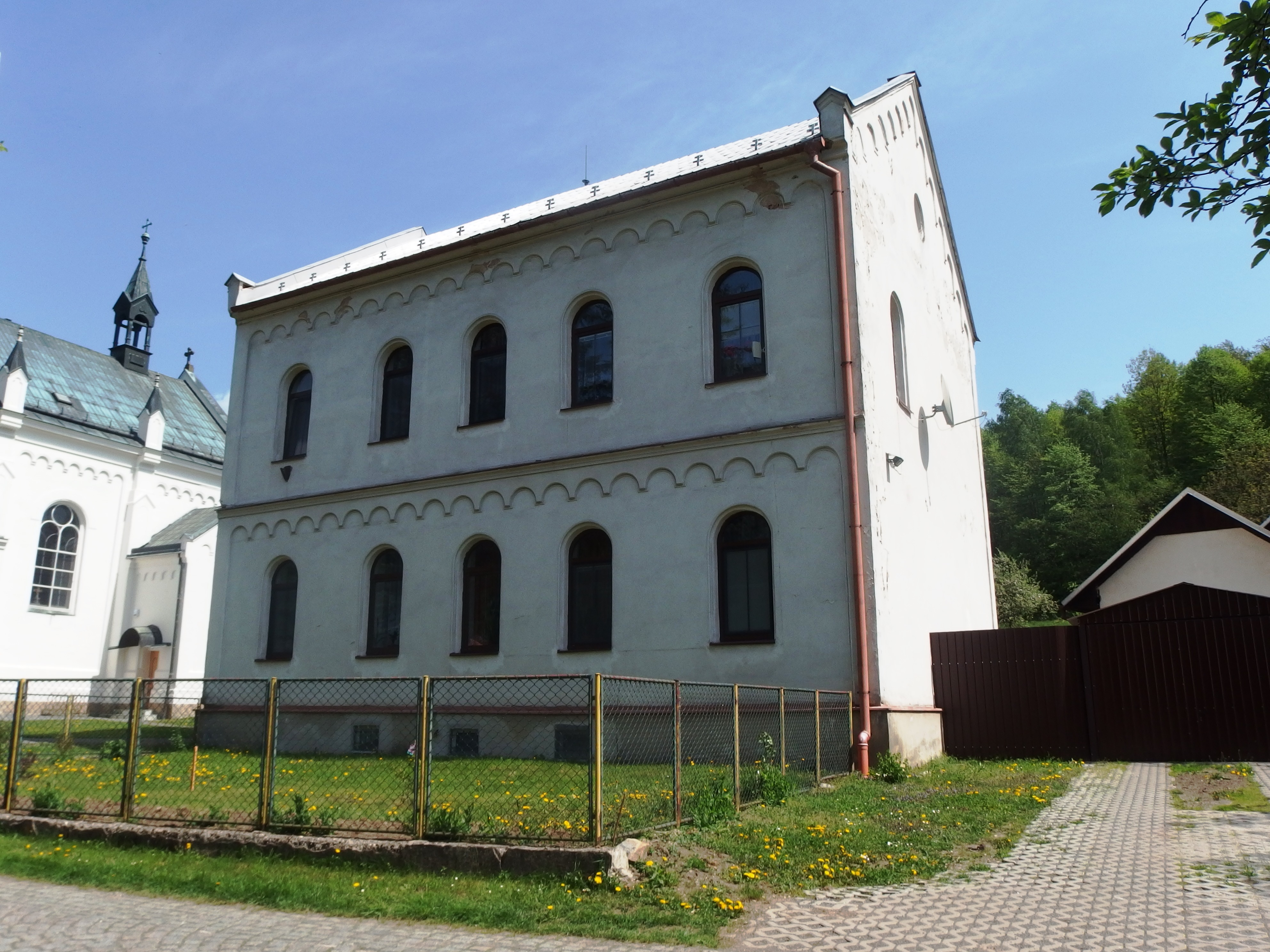
Fara
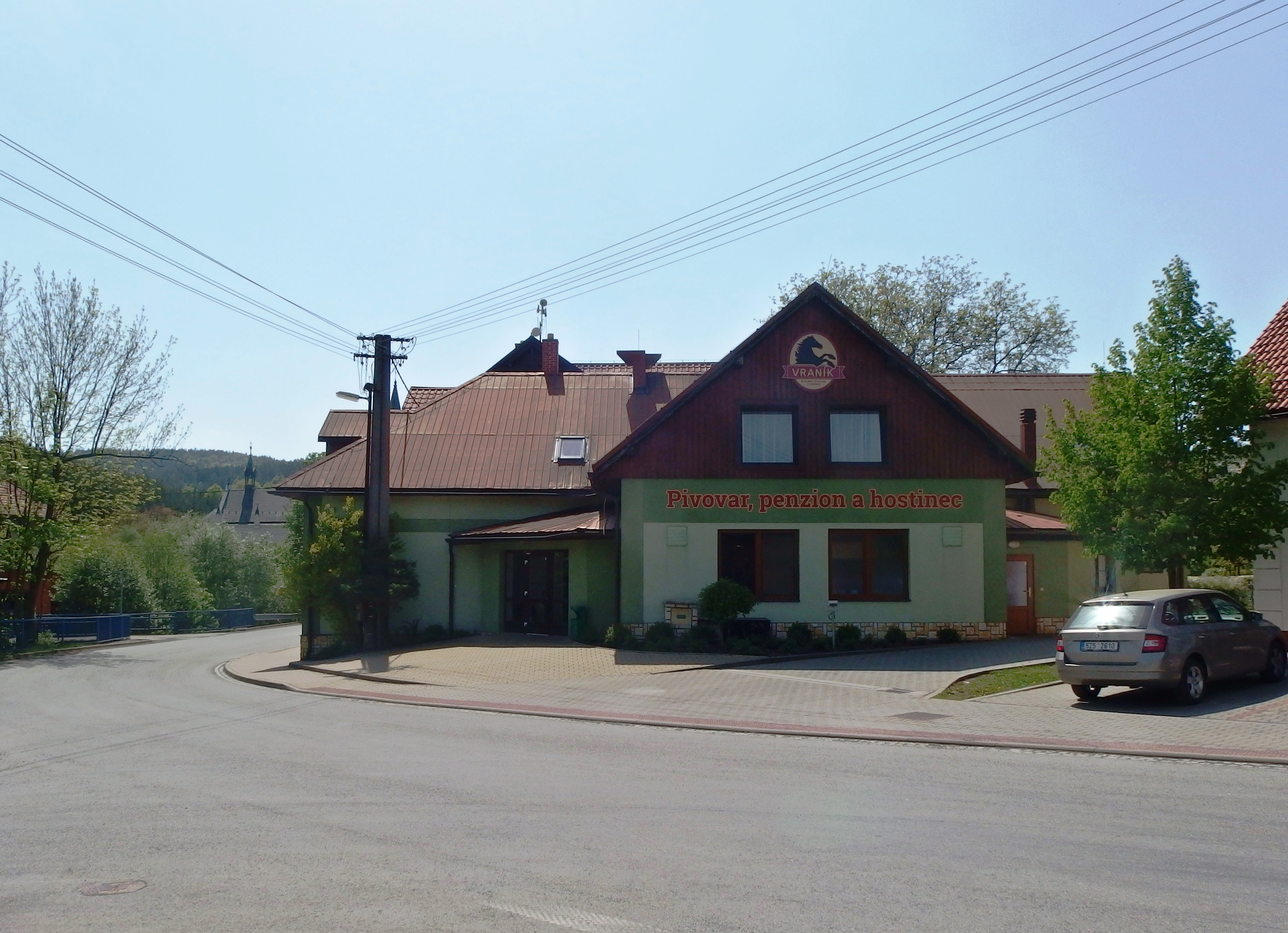
Pivovar a penzion Vraník
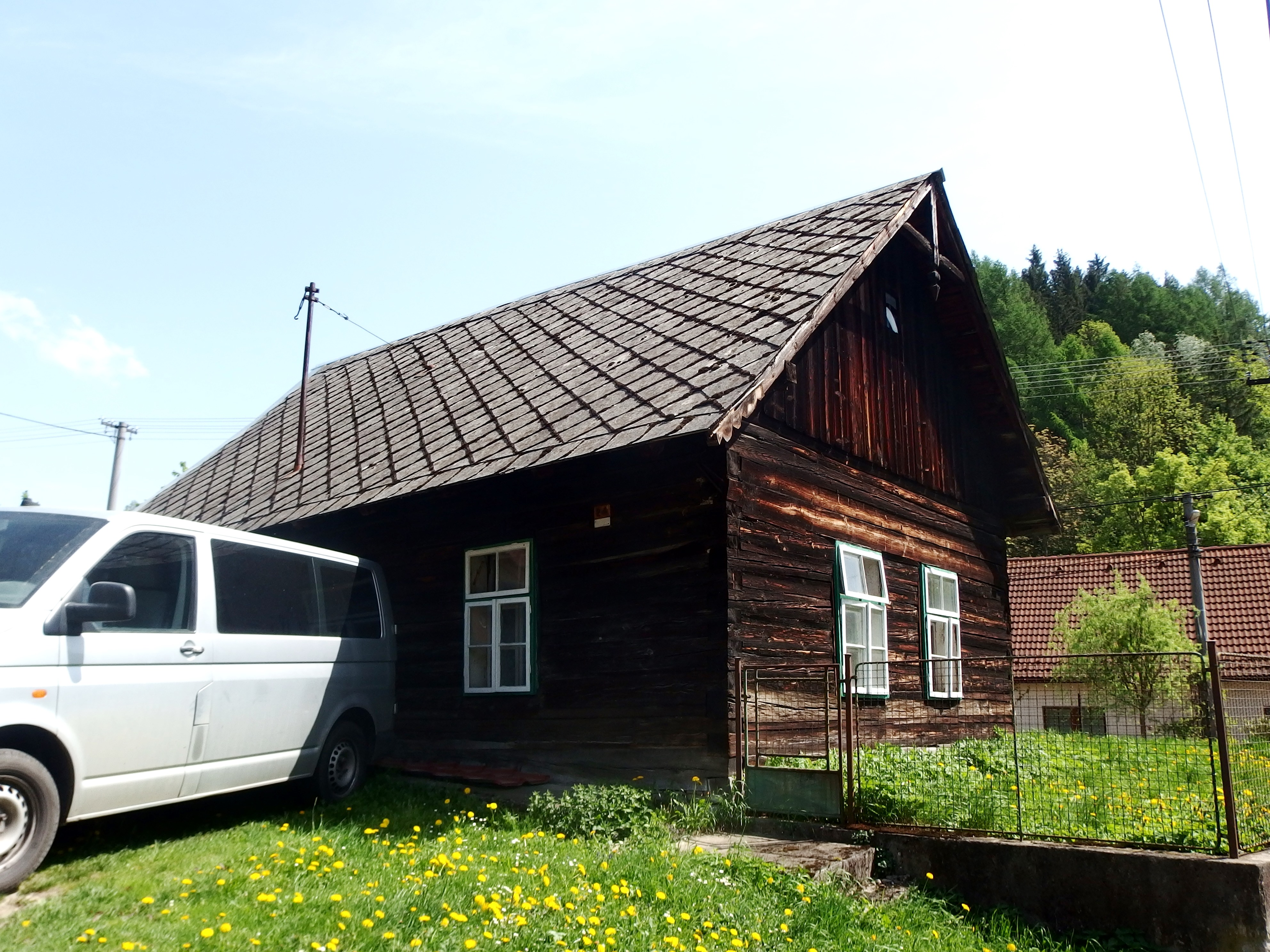
Dřevěnice
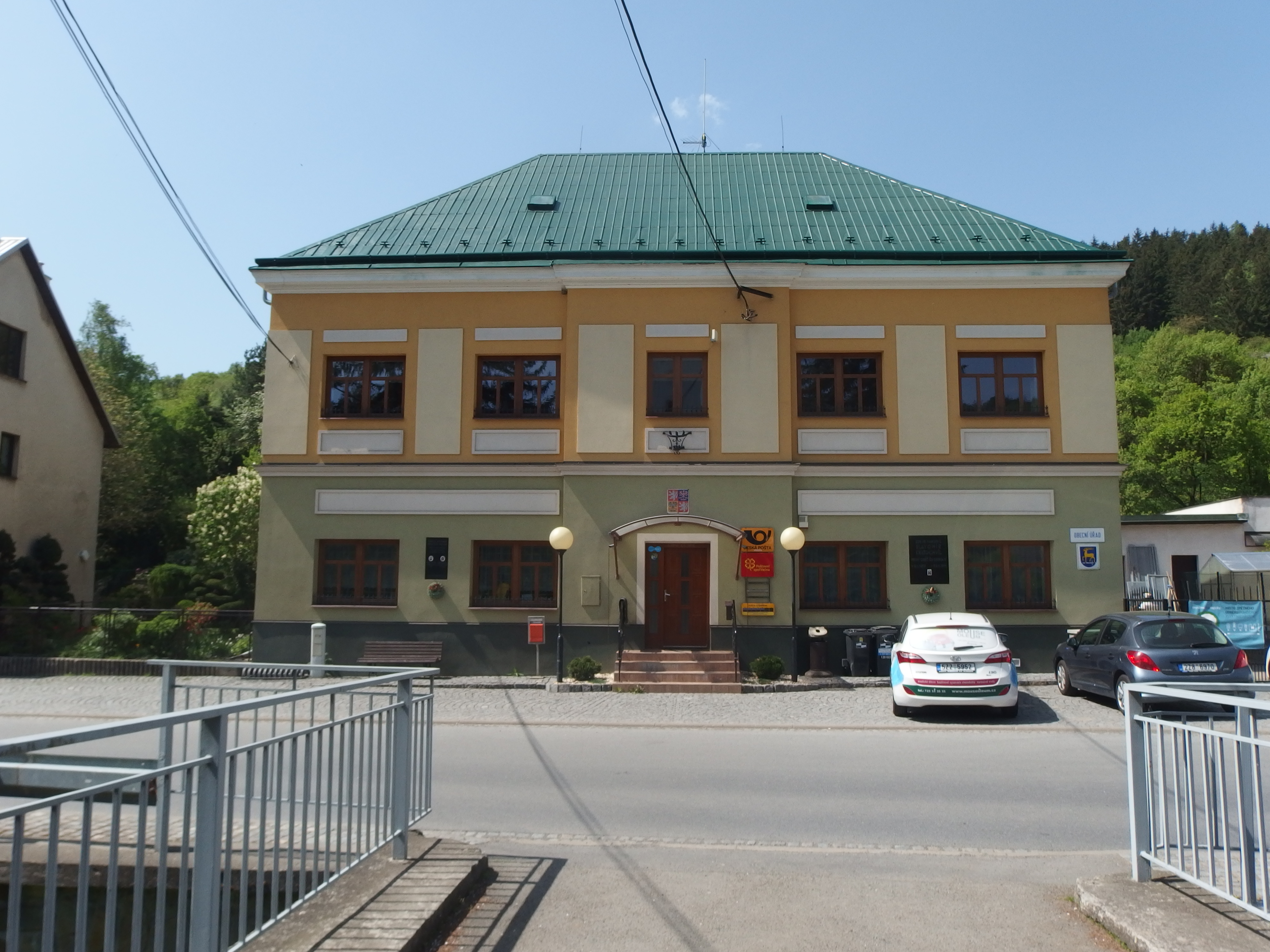
Obecní úřad a České pošta

## Sport
V obci se nachází fotbalové hřiště, turistické a cykloturistické stezky, lyžařský svah SK Lyžařského klubu Trnava, který každoročně pořádá několik sportovních akcí, lyžařský areál RS Trnava a obcí každoročně projíždí závod Rallysprint Kopná.